# Šedý zákal

Šedý zákal u člověka

Šedý zákal (katarakta) je onemocnění oka. Jedná se o  zakalení normálně čiré oční čočky. Zakalení způsobuje sníženou průhlednost čočky a brání průchodu světelných paprsků na sítnici. Vidění je tak nejprve rozostřené, později zastřené a postižený vidí jakoby přes špinavé sklo nebo pomalu zamrzající okno. Přestože šedý zákal lze ve vyspělých zemích úspěšně chirurgicky léčit, je jednou z hlavních příčin slepoty v rozvojových zemích. Podle WHO je šedý zákal celosvětově zodpovědný za 48 % případů slepoty v dospělosti (okolo 18 miliónů lidí). Nemoc se léčí nahrazením zakalené lidské čočky čočkou umělou. Ve vyspělých zemích je operace šedého zákalu rutinní a bezpečný zákrok, který trvá 15 -30 minut. V Česku  se provede 150 tisíc operací šedého zákalu ročně a jde o nejčastější chirurgický zákrok.

#### Odborný název
Název pochází z řeckého slova katar(rh)aktes, které je odvozeno ze slova katarassein, což znamená „padat dolů“, neboť Řekové přirovnávali kataraktu k vodopádu. (kata – dolů, arassein – padat). V latinském názvosloví se katarakta nazývala portcullis, což znamená padací mříž.

## Příčina a druhy
Šedý zákal je nejčastěji způsoben stárnutím, tzv. senilní katarakta. Tento typ tvoří naprostou většinu operovaných šedých zákalů. 
Následkem nejen věku, ale i přidružených onemocnění může docházet k degenerativním změnám ve tkáních čočky, které vytvářejí drobné shluky uvnitř čočky. S vývojem zákalu se stávají tyto shluky hustější, zakalenější a zabírají čím dále větší plochu. Zakalená čočka rozptyluje a blokuje průchod světla a brání tak vzniku ostrého obrazu, což způsobuje potíže s viděním.
Dědičnost může ovlivnit, jestli šedý zákal vznikne dříve nebo později. Základního vyvolavatele však medicína dosud nezná, proto není možno stanovit ani jednoznačnou prevenci. Onemocnění se považuje za multifaktoriální (více příčin), kromě věku hraje úlohu pohlaví (častěji ženy), rasa (černoši), kouření, cukrovka, složení stravy, míra znečištění ovzduší a další.
Šedý zákal může vzniknout také v důsledku trvalého užívání některých léčiv (hlavně kortikosteroidů) nebo v důsledku jiného celkového nebo očního onemocnění. Také vystavení očí ultrafialovému záření zvyšuje riziko katarakty, ať už se jedná o součást slunečního záření nebo např. ze solária.
Další příčinou vzniku šedého zákalu je proběhlý úraz oka, těžší oční zánět, nádor oka, metabolická a systémová onemocnění. Jinou příčinou, u vrozené katarakty, může být dědičnost nebo infekce matky v době těhotenství. Jde o tzv. kongenitální kataraktu.

## Příznaky

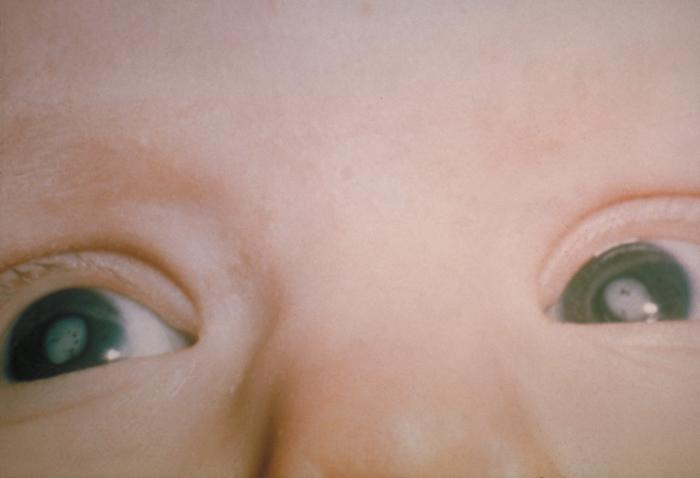
Oboustranný šedý zákal jako součást syndromu vrozených zarděnek

- zamlžené vidění, rozostřené vidění, neostrý obraz, hlavně při pohledu do dálky
- nepříjemné oslňování a citlivost na silnější světlo (například na sluneční světlo)
- oslňování při nočním řízení automobilu
- barvy nejsou tak syté jako na druhém oku, lámou se, mají jinou intenzitu a odstín
- při pohledu jedním okem se předměty jeví zdvojené až ztrojené
- narůstající krátkozrakost, narůstající astigmatismus

Zpočátku, když zákal postihuje malou část čočky, nemusejí být příznaky příliš patrné. U některého typu zákalu může dokonce přechodně dojít ke zlepšení vidění na blízko. Čím více však je čočka zakalená, tím jsou projevy výraznější a více rušivé.

## Léčba
| žádná data <90 90–180 180–270 270–360 360–450 450–540 | 540–630 630–720 720–810 810–900 900–990 >990 |

Ztracená léta života v důsledku nemoci šedého zákalu na 100 000 obyvatel v roce 2004:
žádná data
<90
90–180
180–270
270–360
360–450
450–540
540–630
630–720
720–810
810–900
900–990
>990

Šedý zákal se nedá ani zastavit, ani zpomalit jakoukoliv terapeutickou intervencí. U šedého zákalu dochází k metabolickým změnám uvnitř lidské čočky, následnému zkalení periferní a následně optické části čočky. Nedá se léčit jinak než chirurgicky. Operaci indikuje oftalmolog a provádí se, pokud katarakta snižuje kvalitu vidění natolik, že obtěžuje osobní nebo pracovní život nebo pokud je to nutné z jiného léčebného důvodu – např. u určitých typů glaukomu (zeleného zákalu). 
Čím méně je čočka zakalená, tím je operace šetrnější pro tkáně oka, probíhá rychleji a snižuje se riziko možných komplikací. Závažné komplikace během operace a nebo po operaci, které by ohrožovaly zrak pacienta, jsou extrémně vzácné a pohybují se v řádu promilí.
Operace se provádí v tzv. topické anestézii. Ta spočívá v kapání anestetických kapek na rohovku a spojivku, čímž dochází ke znecitlivění oka. Zkalené jádro čočky se odstraňuje rozmělněním jádra čočky speciálním ultrazvukem a odsáváním částeček jádra vakuem a řízeným podtlakem z oka. Do zbylého průhledného čočkového pouzdra, které v oku zůstává, se vkládá umělá nitrooční čočka. Umělá čočka nahrazuje dioptrickou sílu odstraněné lidské čočky a je předem spočítána na speciálním přístroji. Umožňuje tak ostré vidění i po operaci. Volbou dioptrické síly umělé čočky se může odstranit krátkozrakost nebo dalekozrakost. Ke stabilizaci vidění dochází většinou za 2 až 4 týdny po operaci. Pokud je zakalená čočka odstraněna bez náhrady, stává se oko afakickým, což s sebou nese neschopnost akomodace a zpravidla silnou dalekozrakost, kterou ovšem lze kompenzovat brýlemi apod. (typicky víceohniskovými, aby byla nahrazena chybějící akomodace).
V současné době je možné nahradit čočku v oku i speciálními multifokálními (více ohniskovými) nitroočními čočkami, které kromě krátkozrakosti či dalekozrakosti řeší také vetchozrakost (presbyopii), tedy potřebu brýlí na čtení. Existují i torické nitrooční čočky, které korigují astigmatismus. Je tak možné se operací šedého zákalu i zcela zbavit brýlí. Tyto nadstandardní nitrooční čočky nejsou hrazeny z veřejného zdravotního pojištění. Přestože mají multifokální nitrooční čočky i svá negativa, zažívají obrovský technologický pokrok, díky kterému se zásadně snížily vedlejší optické fenomény těchto čoček, které vyplývají z jejich fyzikálně optické konstrukce. Tyto negativní optické fenomény jsou patrné především za horších světelných podmínek, při umělém osvětlení a v noci. Patří mezi ně - kruhy (haló) okolo světelných zdrojů, tříštění světel, oslnění (glare). Jejich míra je závislá na konstrukci čočky a u nejmodernějších čoček ze skupiny EDoF (Extended Depth of Focus) jsou nejméně patrné.
K odstranění šedého zákalu se využívá i femtosekundový laser. Laser nahrazuje plně či částečně při operaci ultrazvuk, ostré nástroje a skalpel. Femtosekundový laser je přesnější a jemnější než lidská ruka chirurga a ultrazvuk. Laser je až 10x přesnější než člověk a až o 96 % šetrnější než ultrazvuk. Femtosekundový laser je pokrokem a zjednodušením pro chirurga, ale odsátí zkalené čočky z oka, vložení čočky umělé a závěr operace je stále v rukou operatéra.

## Riziko vzniku demence
Podle výzkumu Harvardovy univerzity lidé se šedým zákalem, kteří podstoupili oční operaci, měli téměř o třetinu nižší riziko vzniku demence než nemocní, kteří nepodstoupili zákrok.